# Simpson County (Mississippi)
 For alternative betydninger, se Simpson County. (Se også artikler, som begynder med Simpson County)
Simpson County er et county i den amerikanske delstat Mississippi.
31°55′N 89°55′V / 31.92°N 89.92°V